# Hervey Rhodes, Baron Rhodes
Hervey Rhodes, Baron Rhodes KG DFC PC DL (* 12. August 1895 in Saddleworth, West Riding of Yorkshire; † 11. September 1987 in Oldham, Lancashire) war ein britischer Offizier, Unternehmer und Politiker der Labour Party, der neunzehn Jahre lang Abgeordneter des House of Commons war sowie 1964 als Life Peer aufgrund des Life Peerages Act 1958 Mitglied des House of Lords wurde.

## Leben

### Offizier im Ersten und Zweiten Weltkrieg
Rhodes arbeitete nach dem Besuch der St Mary’s School in Greenfield sowie des Technical College in Huddersfield in der Wollindustrie und begann während des Ersten Weltkrieges seinen Militärdienst im King’s Own Royal Lancashire Regiment. Nach einer darauf folgenden Verwendung im Yorkshire Regiment wechselte er zum Royal Flying Corps (RFC), wo er als Beobachter und Bordschütze eines Doppeldecker-Bombers vom Typ R.E.8 im 12. Geschwader diente. Zusammen mit seinem Piloten Croye Pithey gewann er elf Luftkämpfe und wurde hierfür mit dem Distinguished Flying Cross ausgezeichnet, ehe er im September 1918 eine schwere Verwundung erlitt. Am 30. November 1918 wurde er zum Leutnant befördert und erhielt nach seinem Ausscheiden aus dem aktiven Dienst am 21. April 1920 die Erlaubnis, diesen Dienstgrad auch weiter zu führen.
Nach Kriegsende war Rhodes als Mühlenbesitzer tätig und engagierte sich für die Labour Party als Vorsitzender des Bezirksrates von Saddleworth in der Kommunalpolitik. Im Zweiten Weltkrieg wurde er als Major Commanding Officer der British Home Guard in Saddleworth und zuletzt zum Oberstleutnant befördert.

### Unterhausabgeordneter
Nach Kriegsende wurde Rhodes bei einer Nachwahl (By-election) im Wahlkreis Ashton-under-Lyne am 2. Oktober 1945 als Nachfolger des in den Adelsstand erhobenen William Jowitt erstmals als Abgeordneter in das House of Commons gewählt und gehörte diesem bis zu seinem Mandatsverzicht am 31. August 1964 an.
Während dieser Zeit war Rhodes von 1948 bis 1950 Parlamentarischer Privatsekretär von Hilary Marquand, der zunächst Generalzahlmeister (Paymaster General) und danach Minister für Pensionen (Minister for Pensions) war. Im Anschluss war er von 1950 bis zur Niederlage der Labour Party bei den Unterhauswahlen vom 25. Oktober 1951 Parlamentarischer Sekretär im Handelsministerium (Board of Trade).

### Oberhausmitglied
Kurz nach seinem Ausscheiden aus dem Unterhaus wurde Rhodes durch ein Letters Patent vom 14. September 1964 als Life Peer mit dem Titel Baron Rhodes, of Saddleworth in the West Riding of Yorkshire, aufgrund des Life Peerages Act 1958 in den Adelsstand erhoben und war damit bis zu seinem Tod Mitglied des House of Lords.
Nach dem Wahlsieg der Labour Party bei den Unterhauswahlen vom 15. Oktober 1964 wurde er von Premierminister Harold Wilson erneut zum Parlamentarischen Sekretär im Handelsministerium ernannt und behielt dieses Amt bis zu seiner Ablösung durch Henry Walston, Baron Walston 1967.
1968 wurde er als Nachfolger von Edward Stanley, 18. Earl of Derby Lord Lieutenant von Lancashire und übte diese Funktion bis zu seiner Ablösung durch Ralph Assheton, 1. Baron Clitheroe 1971. Während dieser Zeit erfolgte 1969 auch seine Berufung zum Privy Councillor.
Zuletzt wurde Baron Rhodes, der 1972 Ritter des Hosenbandordens wurde, 1974 Deputy Lieutenant von Greater Manchester.